# 国際連合安全保障理事会決議28
国際連合安全保障理事会決議28（こくさいれんごうあんぜんほしょうりじかいけつぎ28、英: United Nations Security Council Resolution 28, UNSCR28）は、1947年8月6日に国際連合安全保障理事会で採択された決議。当時のギリシャ王国の情勢に関してのものである。
国際連合安全保障理事会決議12に始まる一連のギリシャ問題の解決策を提案・ないしその修正案を提出した全代表者で構成される小委員会を任命し、それらすべてを新しい決議案にまとめようと試みるものであった。なお、この小委員会は1947年8月11日に結論を報告するよう要請されている。
決議は10票で可決されたが、ソビエト連邦は棄権した。

## 詳細
以下はその和訳。
安全保障理事会は、
ギリシャ問題およびその修正案に関する提案を提出した代表団の代表からなる小委員会を任命し、小委員会が理事会の承認を得るために勧告できる新しい決議案を策定する可能性を確認することを決議する。小委員会は、1947年8月11日にその結論を報告するよう要請されている。